# Železniční trať Košice–Čop
Železniční trať Košice–Čop je slovenská a ukrajinská hlavní železniční trať spojující Košice s pohraniční stanicí Čierna nad Tisou a městem Čop. Jde o dvojkolejnou železniční trať, elektrifikovanou pomocí stejnosměrné napájecí soustavy 3 kV. Na trati je provozována osobní i nákladní doprava, přepravující zejména dovážené komodity z východní Evropy (uhlí, železná ruda).
Trať je součástí jedné z větví panevropského koridoru V. V Čopu navazuje v rámci tohoto koridoru na hlavní trať Lvov – Stryj – Čop na Ukrajině.

## Historie

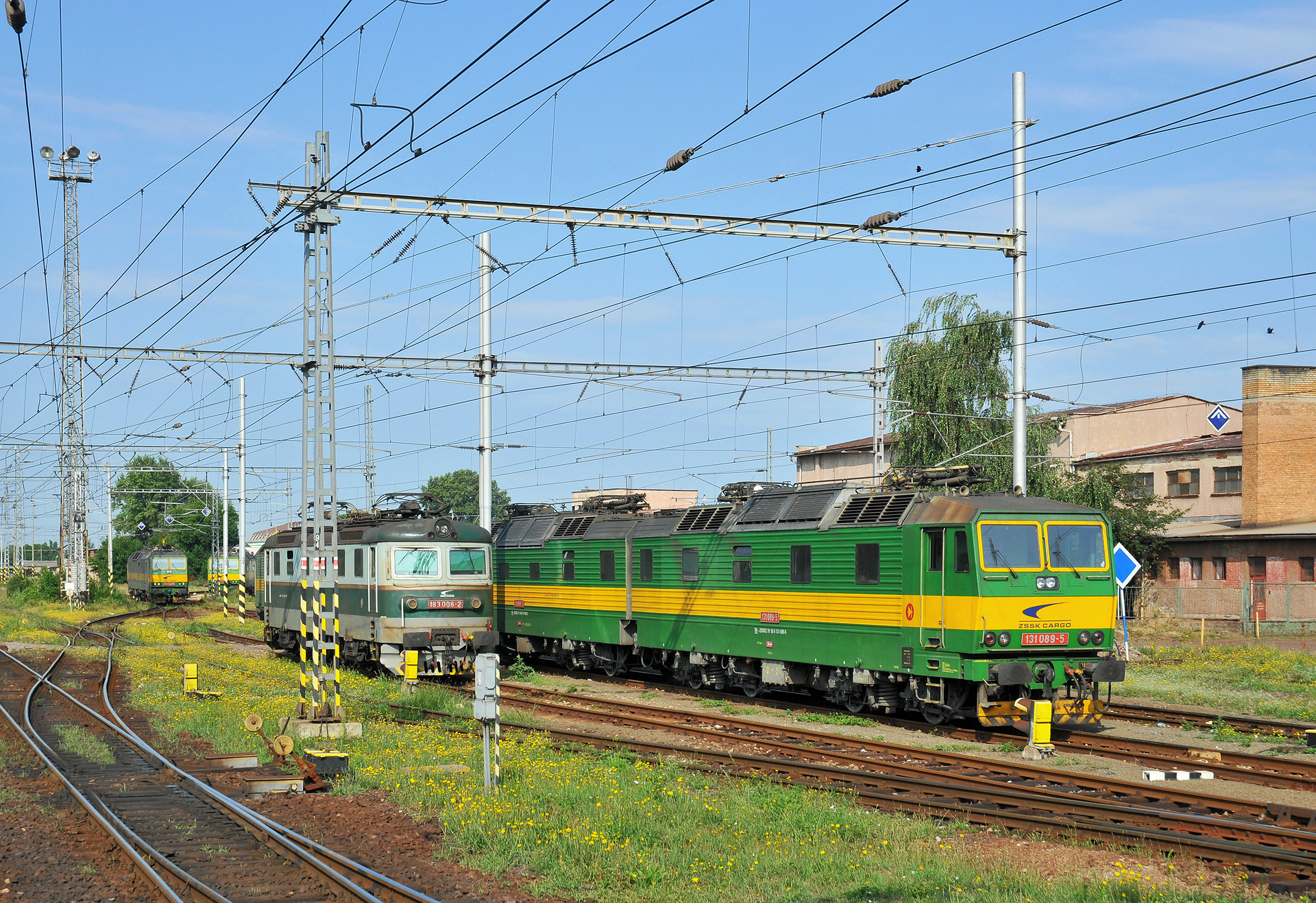
Nejtypičtější řady na trati – 131 a 183 v depu v Čierné nad Tisou

Trať z Košic přes Slanské vrchy a dále procházející Východoslovenskou nížinou až do Čierné nad Tisou vznikla jako plynulé pokračování Košicko-bohumínské dráhy počátkem 70. let 19. století. Spolu s dráhou Michaľany–Łupków si od ní Rakousko slibovalo pohodlnější a rychlejší přístup do odlehlých oblastí Haliče a také pozvednutí hospodářské vyspělosti regionu. Stavba začala v roce 1869 a první úsek z Michaľan do Slovenského Nového Mesta byl otevřen v dne 7. ledna 1872. Koncem srpna téhož roku byl odevzdán do provozu úsek z dnešního Čopu (tehdy uherský Csap) přes Boršu do Sátoraljaújhely a ještě v prosinci byly obě části propojeny spojkou mezi Boršou a Slovenským Novým Mestem. Vzhledem k náročnějšímu terénu se stavba úseku z Michaľan do Košic protáhla a tento úsek je provozován až od října 1873. Poté již bylo možné projet vlakem napříč celým dnešním Slovenskem z Čadce až do Čopu.
Začátkem 50. let byla celá trať postupně zdvojkolejněna, aby umožňovala větší hustotu vlaků. Poslední jednokolejný úsek na trati byl mezi stanicemi Ruskov a Krásna nad Hornádom; druhá kolej zde byla položena roku 1955. Poté přišla na řadu v rámci projektu „Tratě družby“ (Žilina – Košice – Čierna nad Tisou) elektrifikace celé trati, která probíhala mezi lety 1961–1962. Po rekonstrukci bylo možné na trati zavést mnohem větší objem dopravy, který si vyžádala rozsáhlá stavební činnost po celém Československu. Již v době elektrifikace bylo jasné, že přinejmenším požadavkům hutnictví, pro které se začalo dovážet enormní množství surovin (denně i více než 50 000 tun železné rudy) ze SSSR, ani dvojkolejná elektrifikovaná trať stačit nebude a hledalo se náhradní řešení. Zvítězil plán stavby zcela nových železáren „na zelené louce“ na předměstí Košic a dopravu surovin pro ně měla obstarat zvlášť postavená trať se širokým rozchodem (1 520 mm), aby se nemusely pracně a dlouze překládat. Otevřena byla v roce 1966 pod zkratkou ŠRT. Tento krok provozu na trati přes Čiernou velmi odlehčil a zlepšil pravidelnost a přesnost dopravy. Mezitím vzniklo v Čierné nad Tisou překladiště, rozkládající se na ploše více než 10 čtverečních kilometrů a umožňující přeložit tisíce tun nákladu denně. V dobách největšího provozu zde bylo přeloženo až 50 vlaků denně. Ve jménu dodržování dohody, podle které je vlak překládán přijímající stranou, však šlo pouze o vlaky ve směru ze Sovětského svazu – soupravy jedoucí opačným směrem přeložení čekalo až v Čopu (a na navazujícím seřaďovacím nádraží Baťovo). Ložené vlaky se surovinami ze SSSR tak přijížděly do Čierné po souběžné trati širokého rozchodu z Čopu do Čierné, postavené již v roce 1947 a elektrifikované v šedesátých letech.
Dlouhá cestovní doba mezi Košicemi a Trebišovem (obvykle navíc s úvratí v Michaľanech) si v 80. letech vyžádala stavbu přímé spojky, která odbočuje v nově vybudované výhybně Slivník (poblíž stejnojmenné výhybny na ŠRT, tehdy pod názvem Červený Dvor). Zprovozněna byla roku 1985 a o čtyři roky později se dočkala i elektrifikace – jízdní dobu v daném úseku zkrátila nejméně o 20 minut.

## Současnost
Trať Košice–Čop je i dnes jednou z vůbec nejvytíženějších tratí na celém Slovensku. Díky velkému množství komodit, dovážených z východní Evropy, je zde intenzita nákladních vlaků pozoruhodná a čítá v každém směru i více než 30 vlaků denně. Nejběžnější řadou jsou dvoudílné lokomotivy 131; kvůli náročnému stoupání v úseku mezi Kuzmicemi a Ruskovem dostávají těžší vlaky postrkový stroj řady 183. Osobní doprava zajišťuje spojení s východoslovenskou metropolí Košicemi a osobní vlaky jezdí ve špičce až v hodinovém taktu. V převážné většině jsou dopravovány elektrickými jednotkami řad 460 nebo 671, případně lokomotivami řady 163. Rychlíky ve směru do Trebišova a Humenného vedou motorové lokomotivy řad 754 či 757.

## Galerie

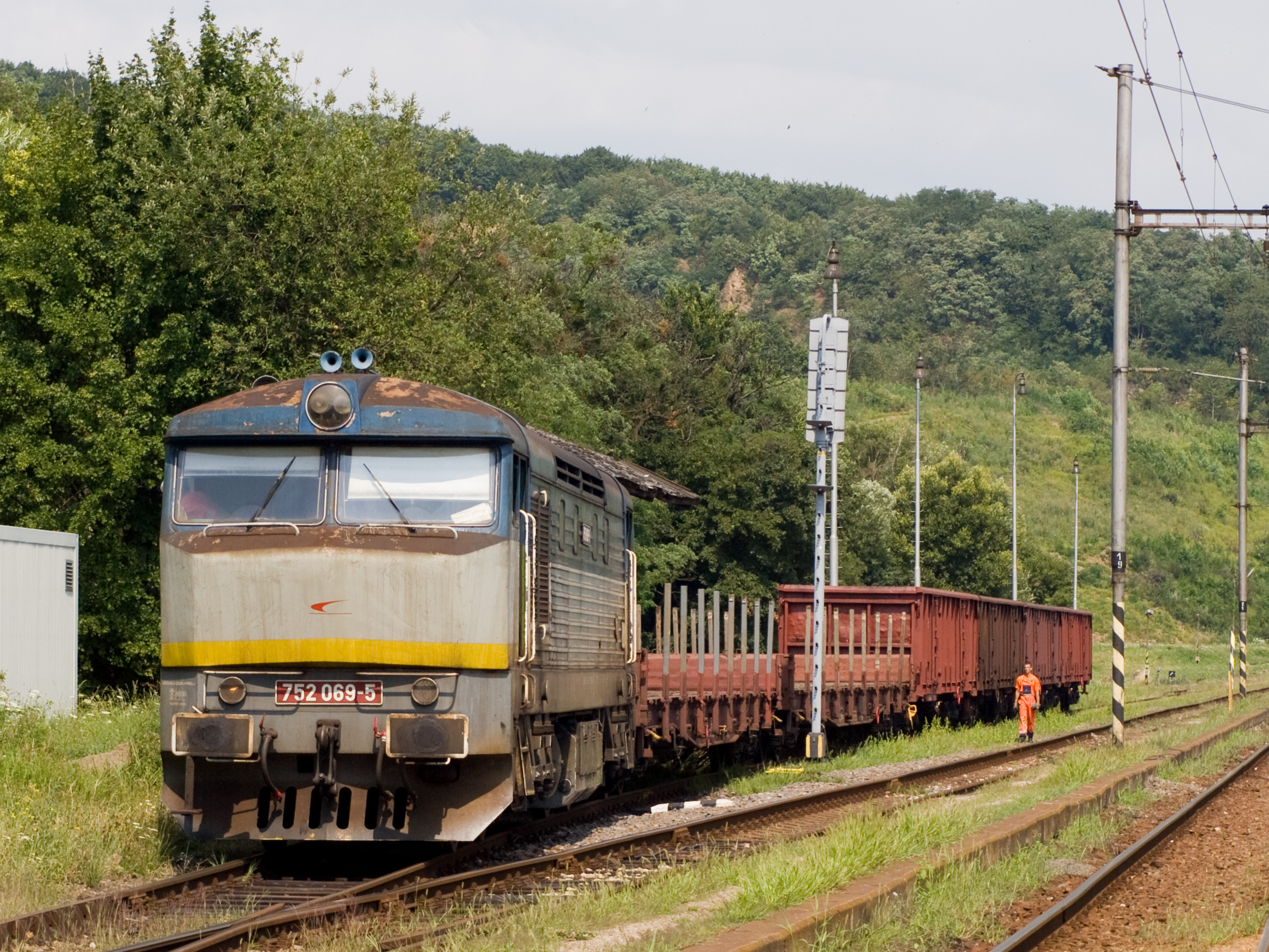
Manipulační vlak při obsluze stanice Slanec
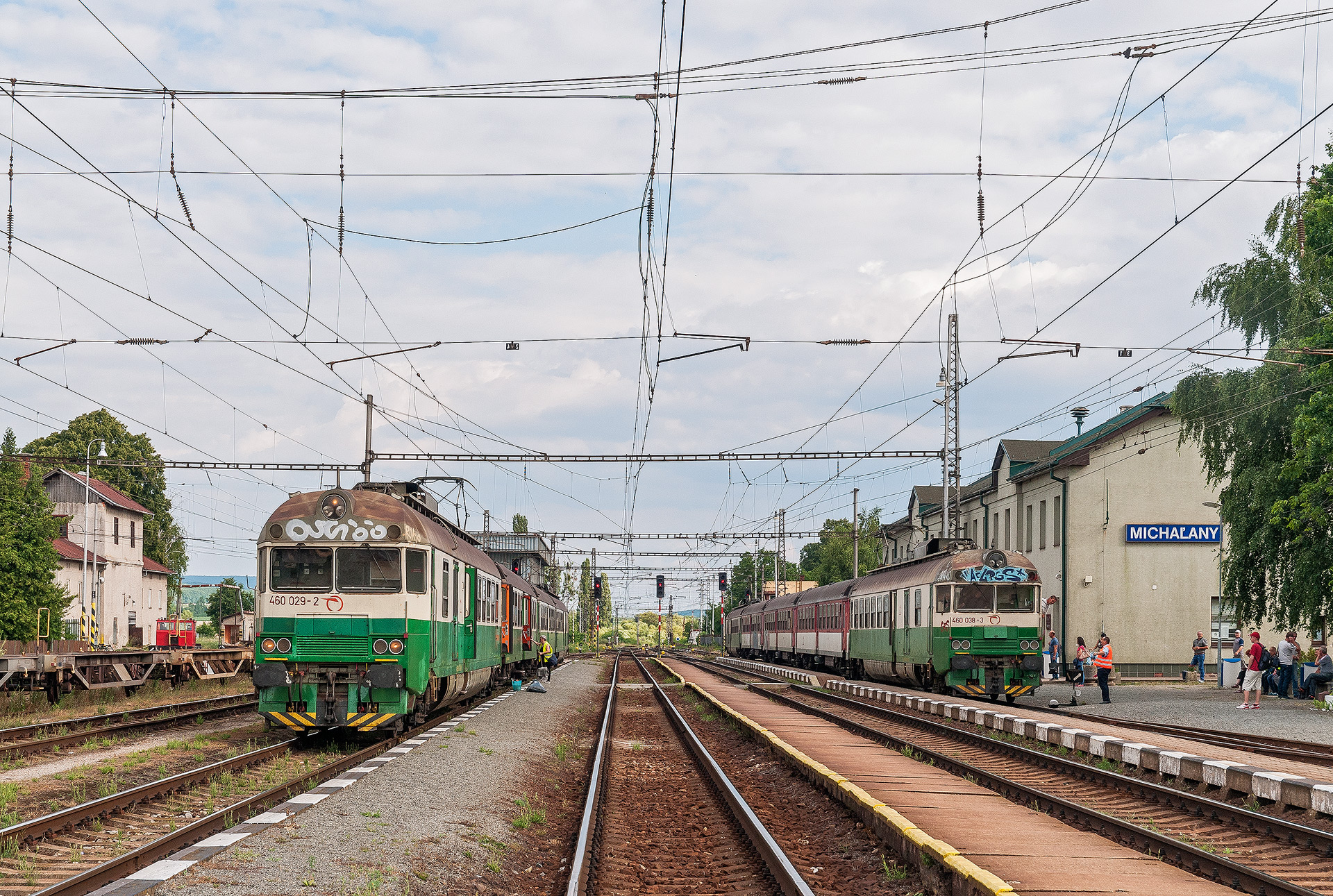
Osobní vlaky do Trebišova a Košic ve stanici Michaľany
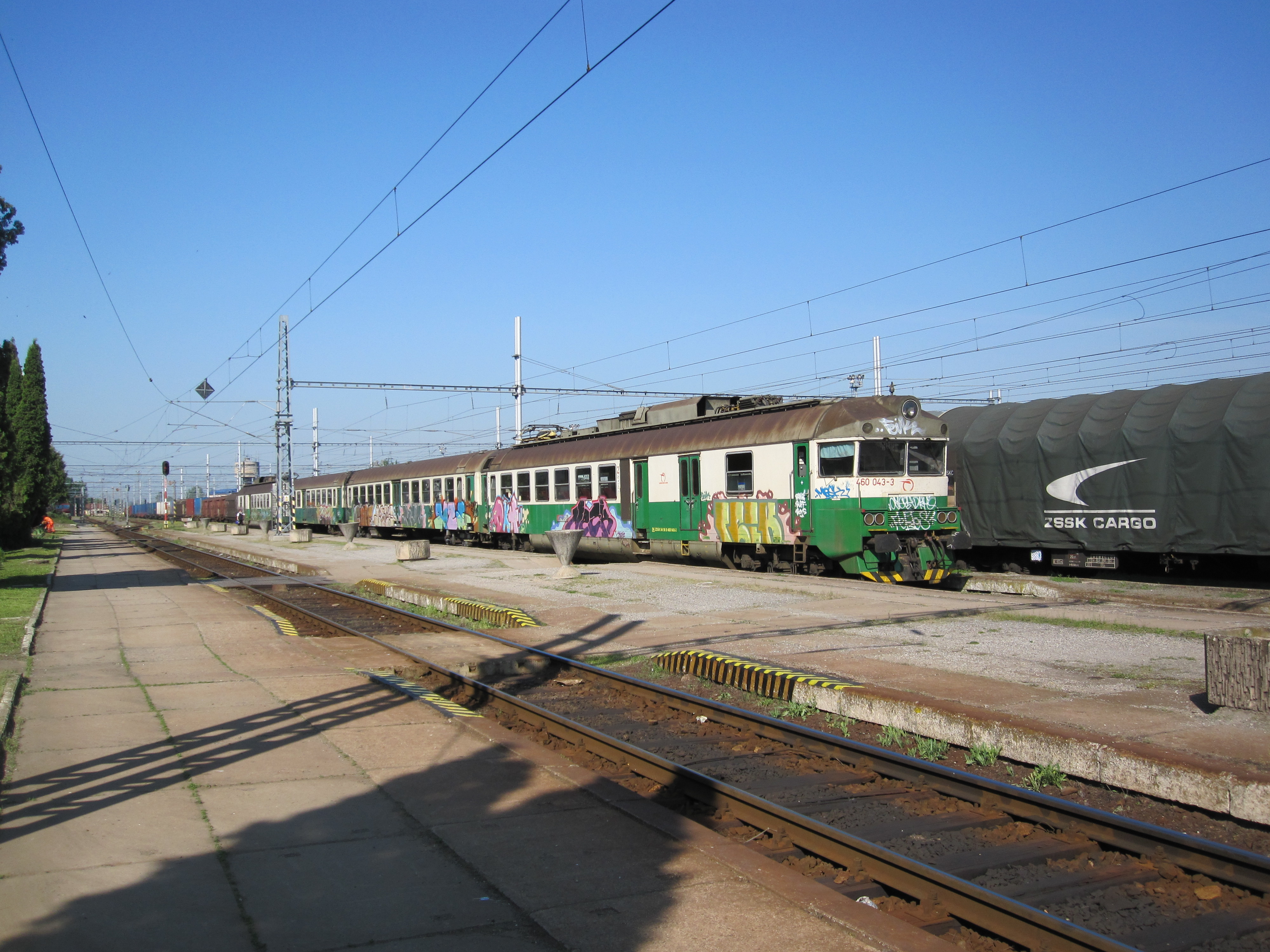
Jednotka řady 460 na konečné v Čierné nad Tisou
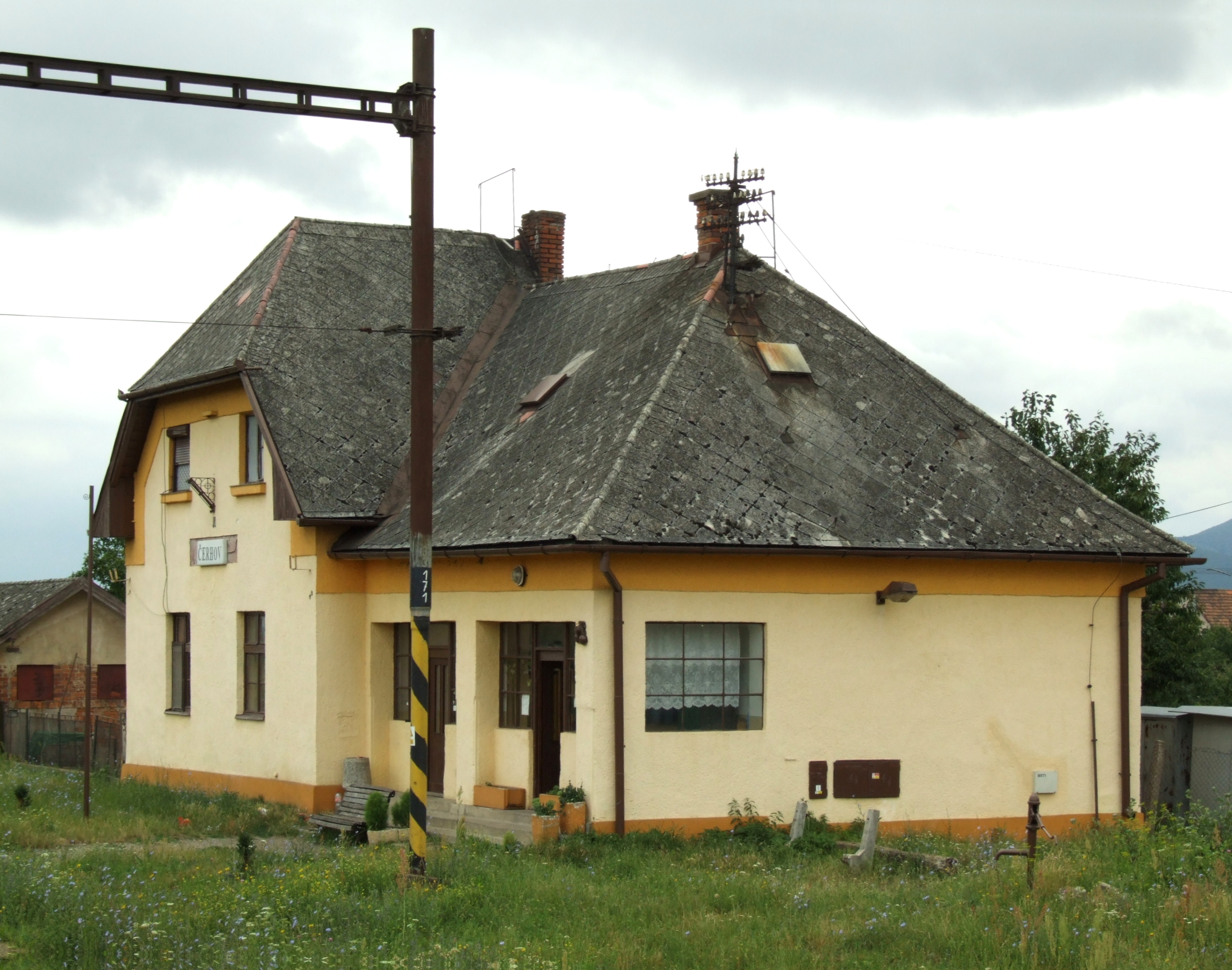
Zastávka Čerhov
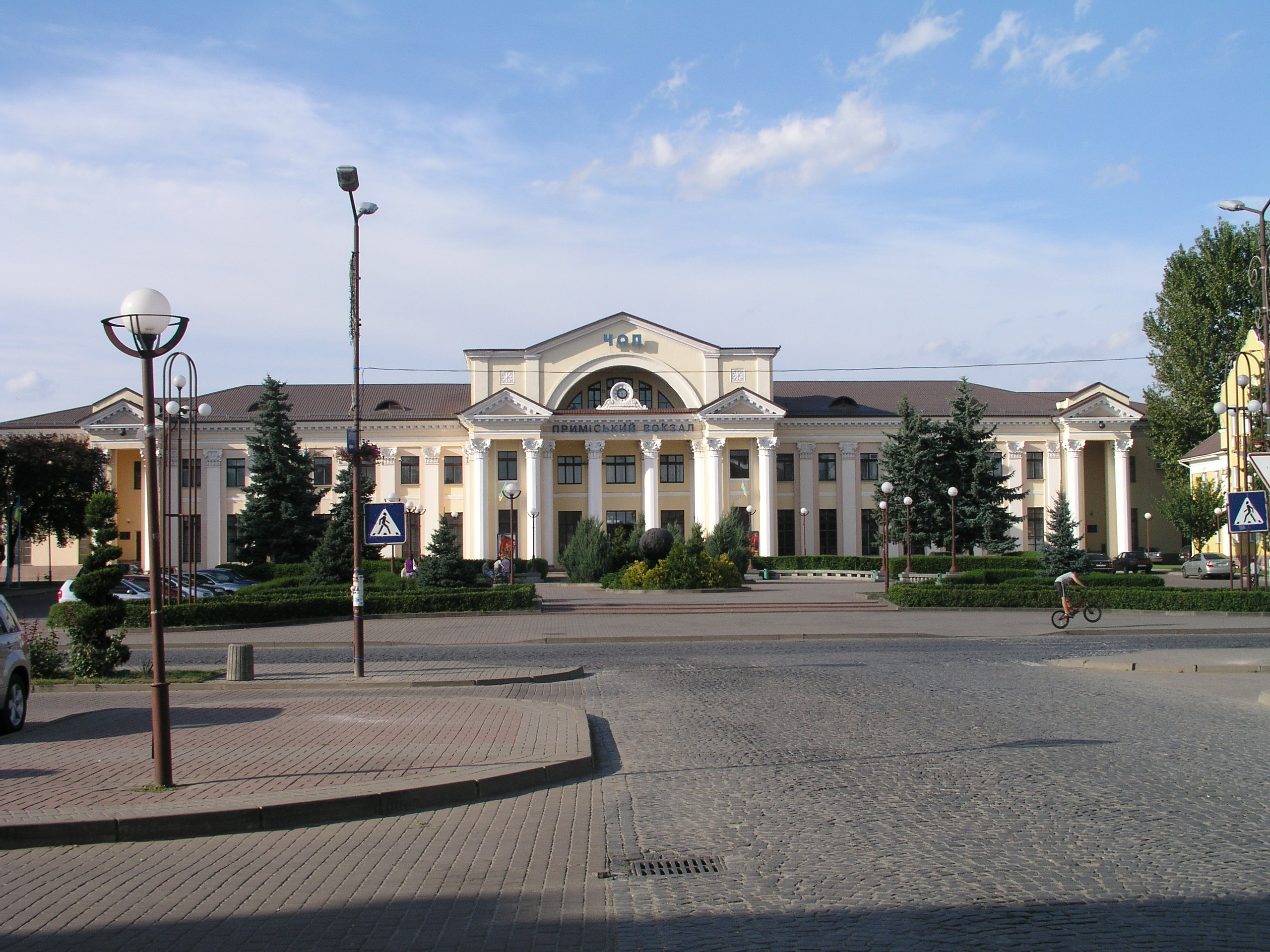
Nádraží v ukrajinském Čopu
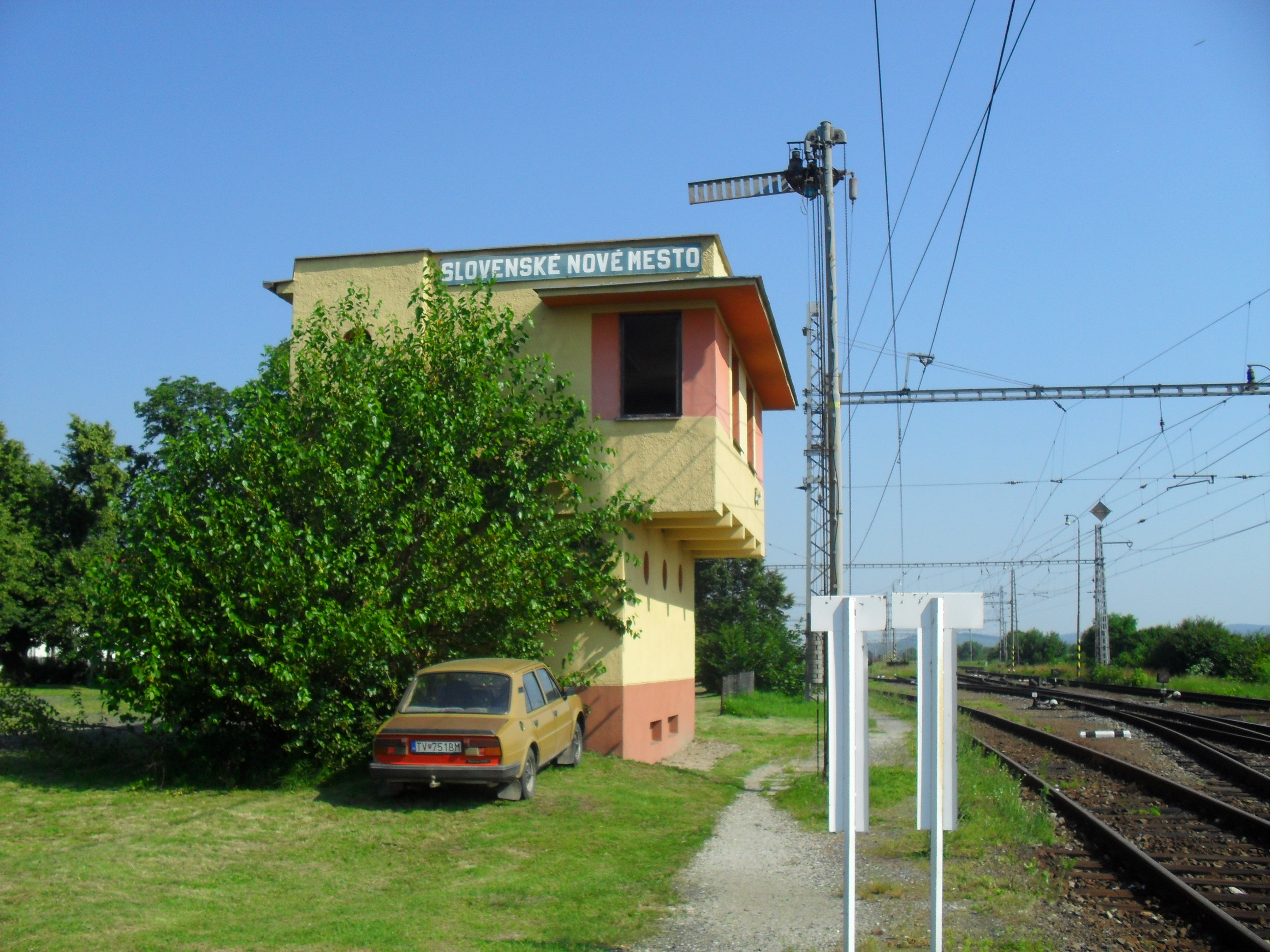
V několika stanicích na trati stále slouží mechanická návěstidla